# Pilotis

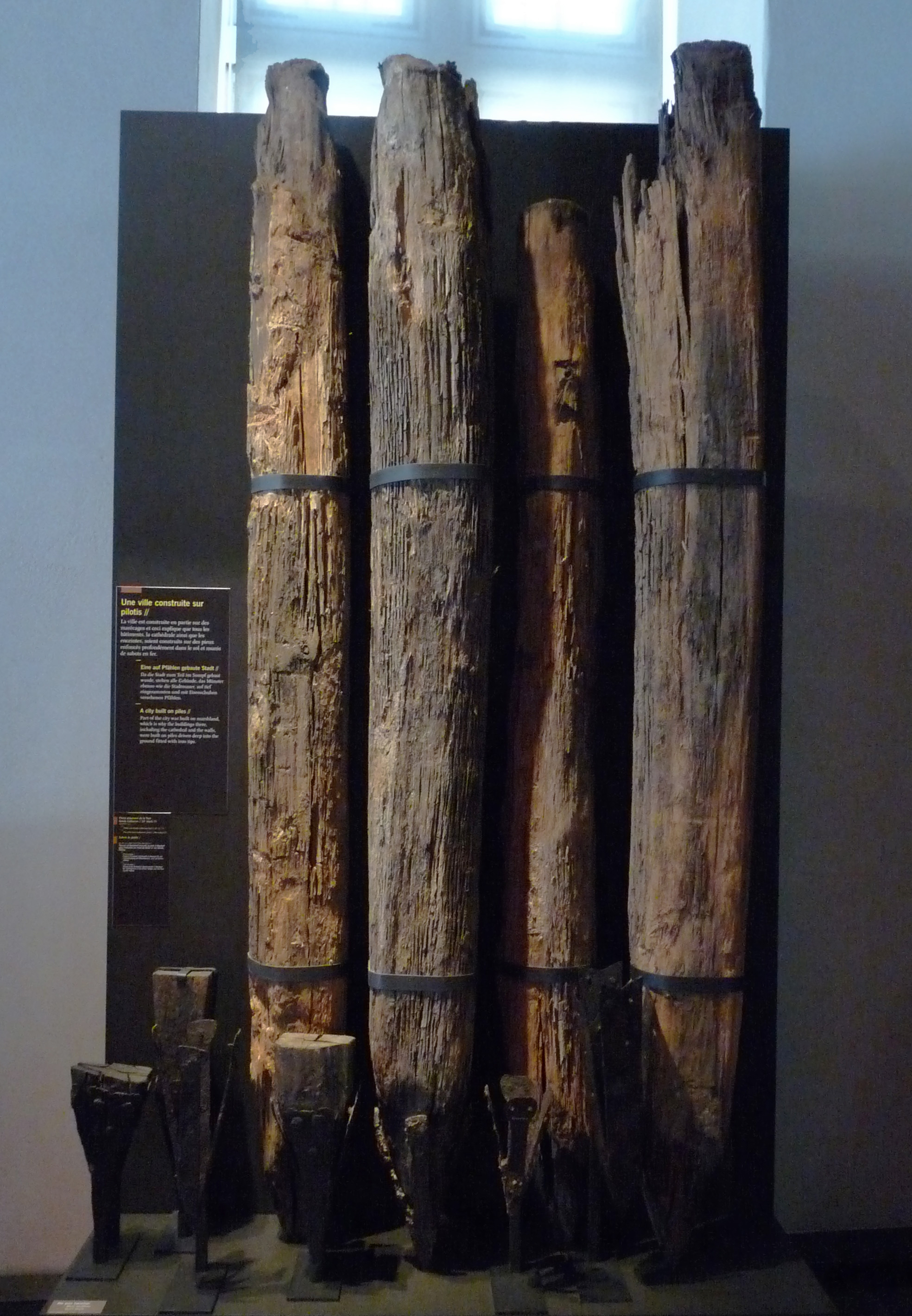
Pilotis et sabots de pilotis (Strasbourg, XIV).

Les pilotis désignent l'ensemble de pieux traditionnellement en bois enfoncés dans le sol et destinés à soutenir une construction hors de l'eau ou au-dessus du sol. Les pilotis sont également utilisés pour établir des fondations solides sur sol spongieux. Ils étaient déjà utilisés à la préhistoire pour la construction de cités lacustres. Ils supportent des villes telles que Venise ou Nantes.

## Exemples de construction

### Pêche
- Cabane tchanquée
- Pêcherie
- Rorbu

### Scoutisme
La construction de pilotis fait partie des activités proposées à certains scouts lors de leurs camps d'été,.

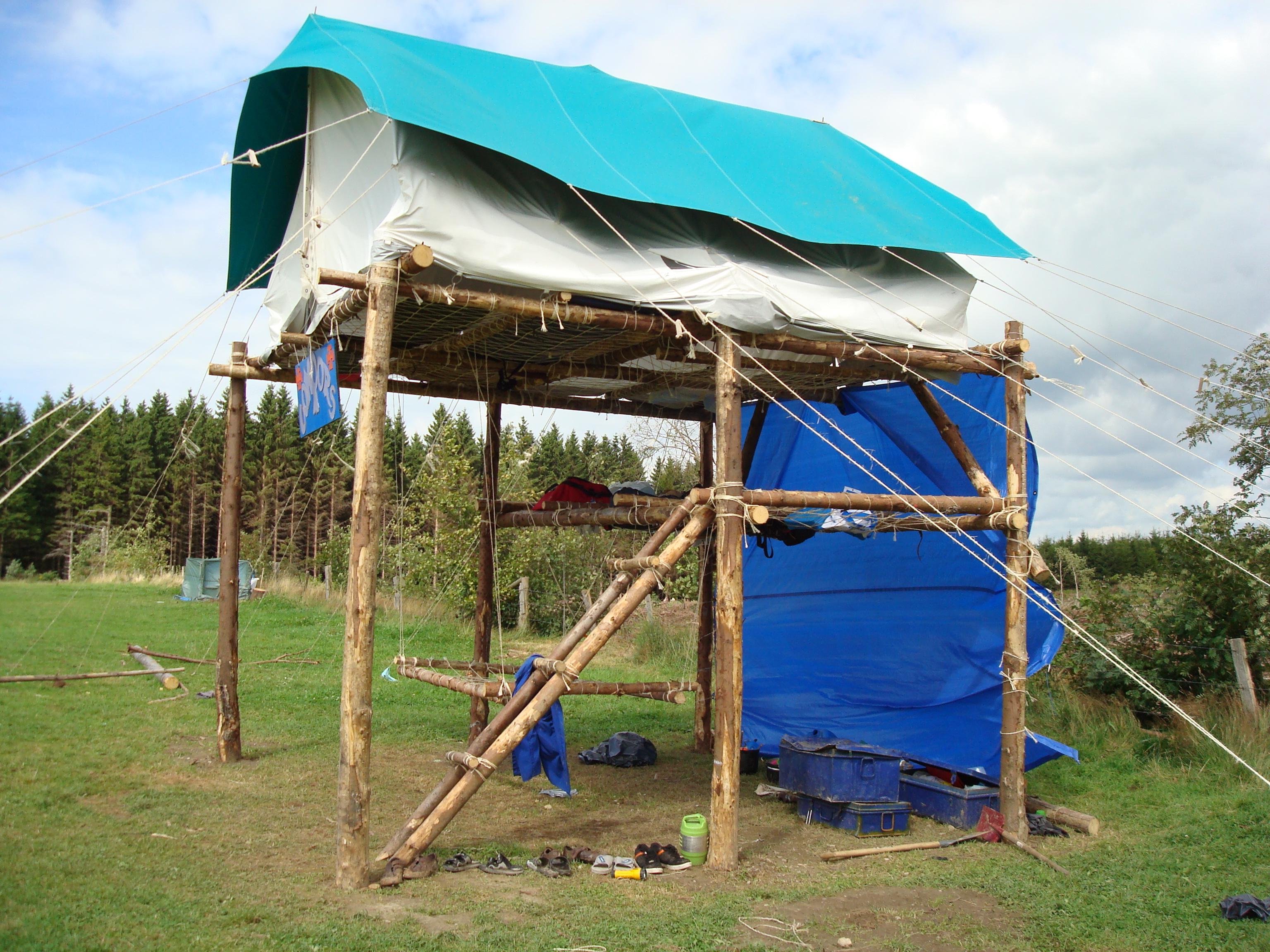
Tente montée sur pilotis dans un camp scout à Bastogne en Belgique.
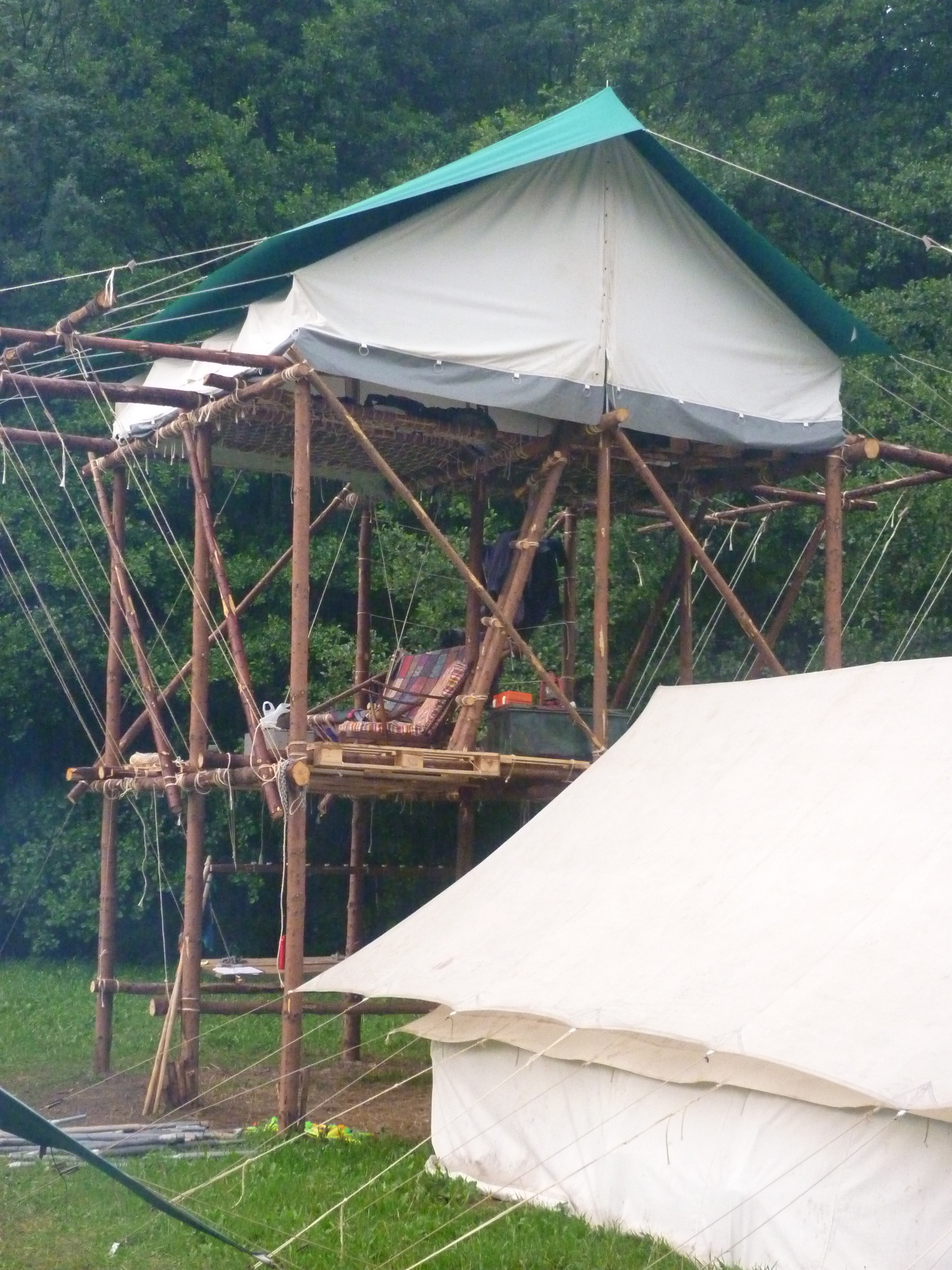
Tente montée sur un pilotis à deux étages, en Belgique.
Exemple de plan de pilotis scout.

### Le Corbusier et Pierre Jeanneret
Les pilotis font partie des cinq points de l'architecture moderne publiés en 1927 par Le Corbusier et Pierre Jeanneret sous le titre les cinq points d'une nouvelle architecture.
- Cité radieuse de Marseille
- Cité radieuse de Rezé
- Villa Savoye

### Orient
- Temple d'Itsukushima

### Infrastructure portuaire
- Duc-d'Albe

### Amérique du Sud
- Au XVIe siècle, les habitations des autochtones amérindiens añu construites sur pilotis inspirèrent aux premiers explorateurs européens le nom de Venezuela, c'est-à-dire « Petite Venise ». Klein-Venedig a été une éphémère colonie allemande au Venezuela (1528-1546).
- Île de Chiloé, Archipel de Chiloé (Chili)

## Photographies

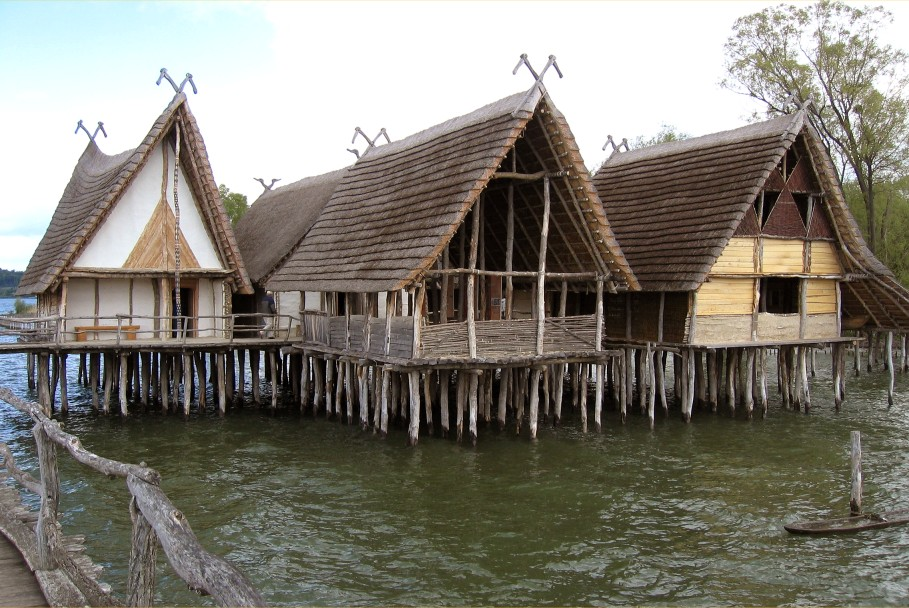
Habitat palafittique sur pilotis reconstitué (Âge du bronze, à Uhldingen-Mühlhofen - rive Nord-Ouest du lac de Constance).
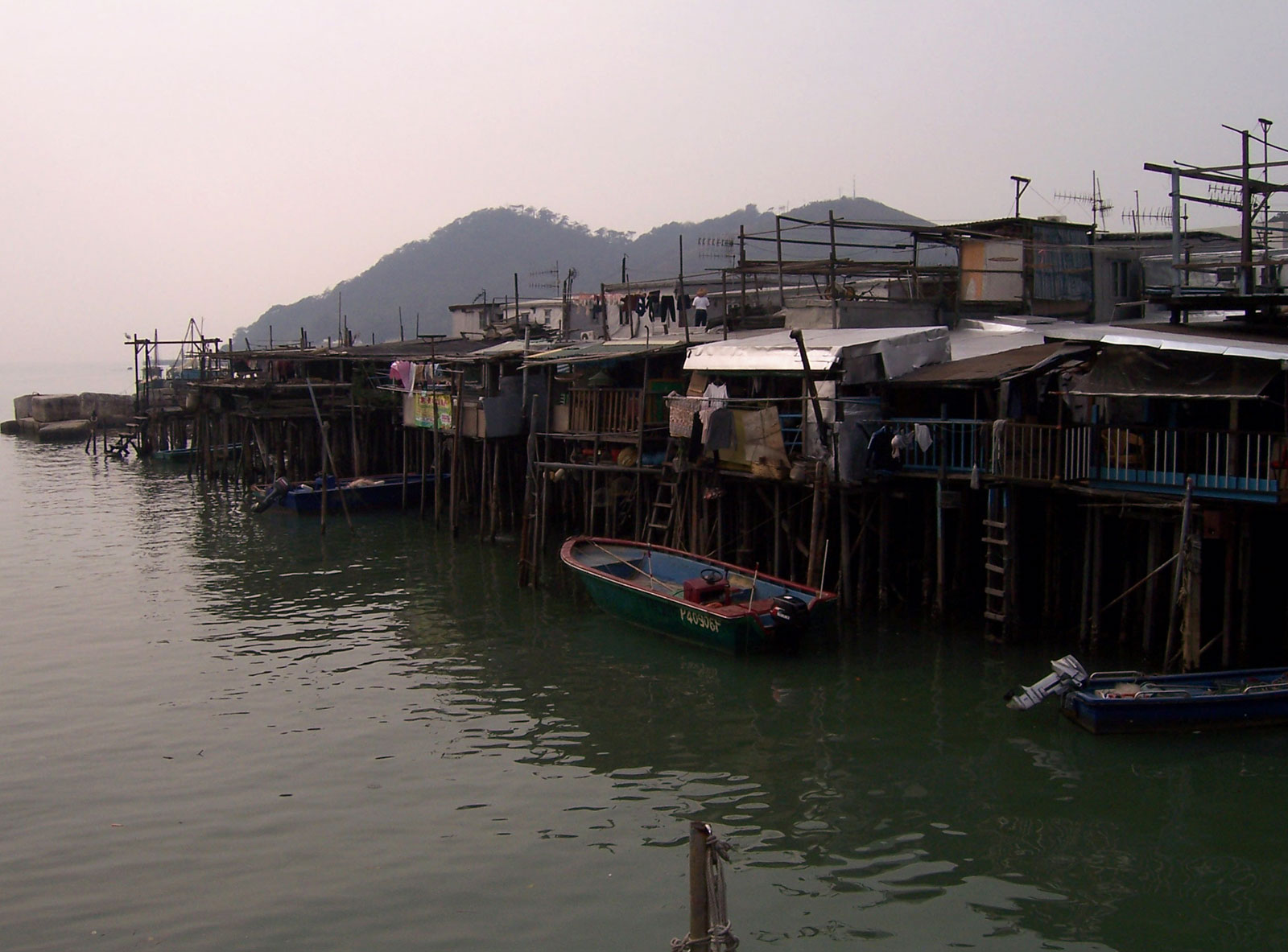
Habitations de pêcheurs sur pilotis, sur une île de Hong Kong.
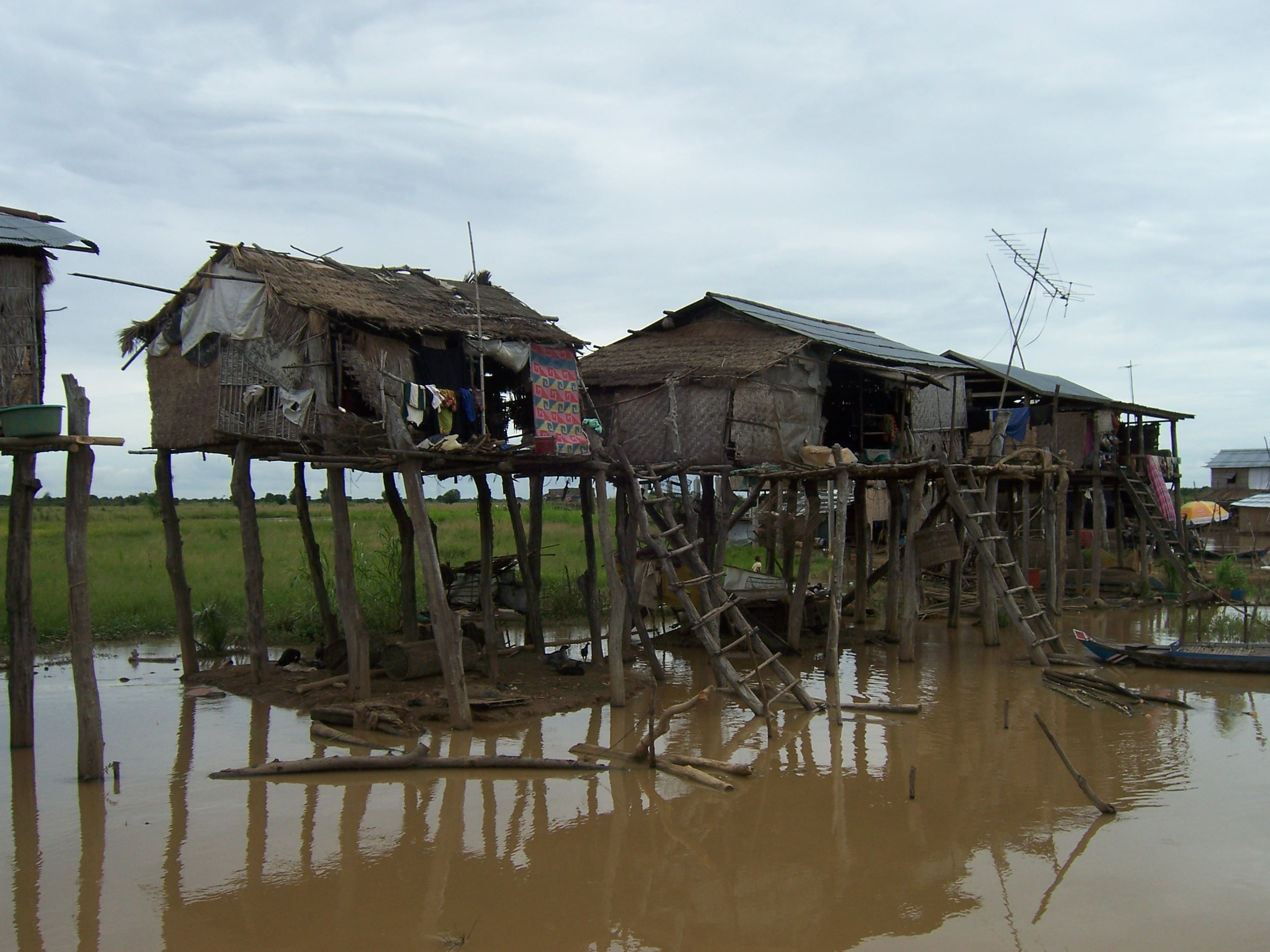
Habitation cambodgienne, lac Tonle Sap.
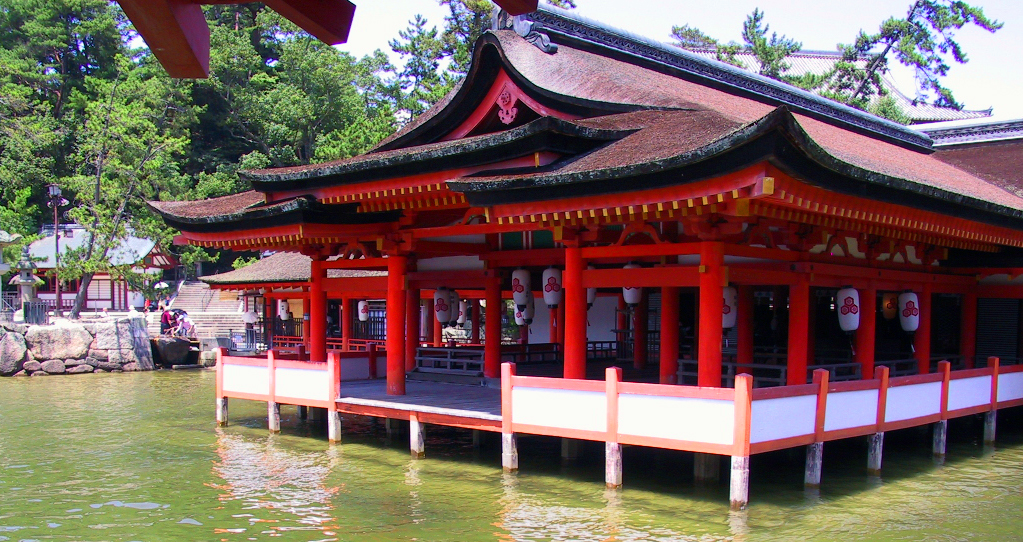
Le temple d'Itsukushima (厳島神社) à marée haute.
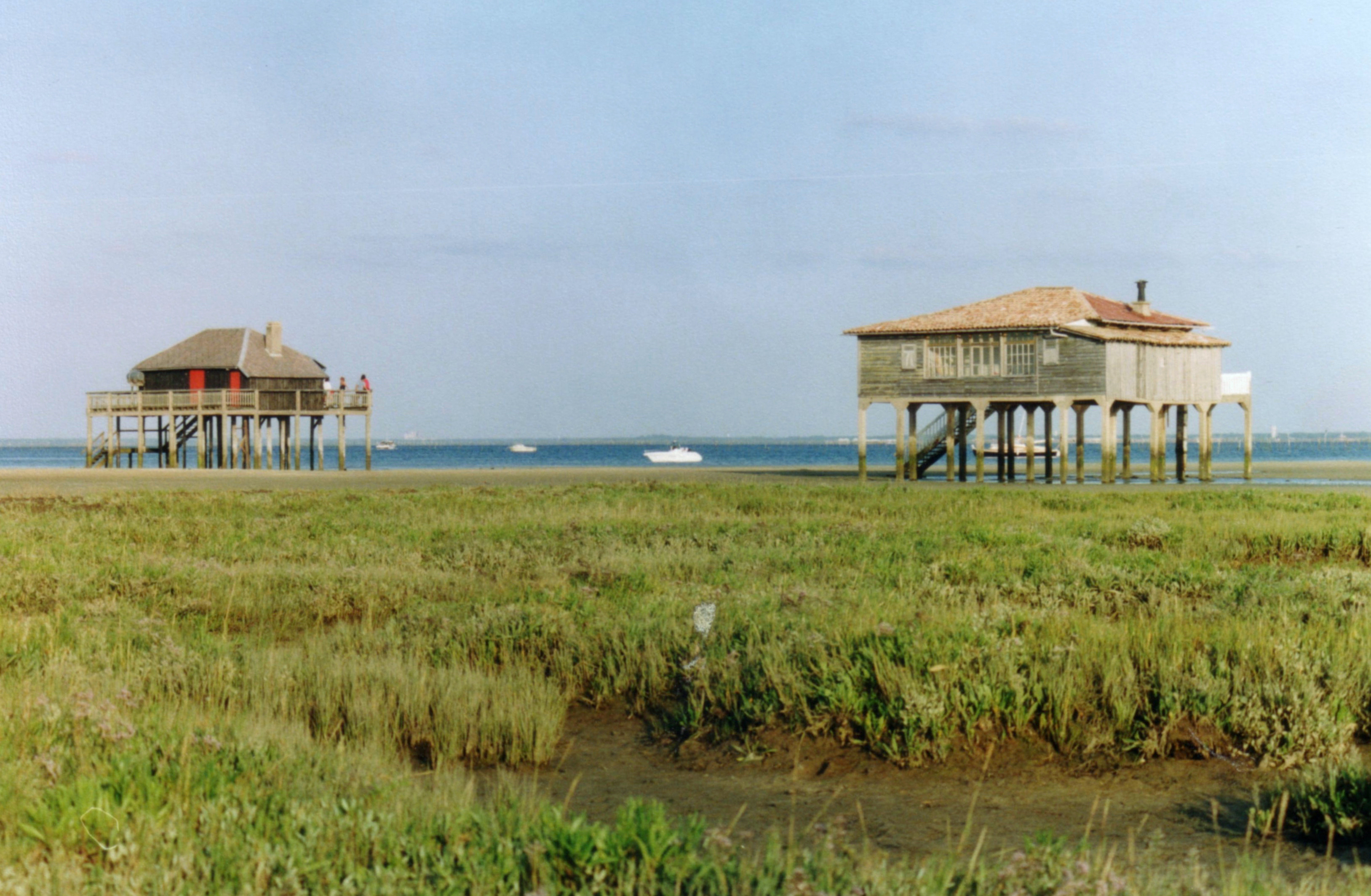
Cabanes tchanquées du Bassin d'Arcachon.
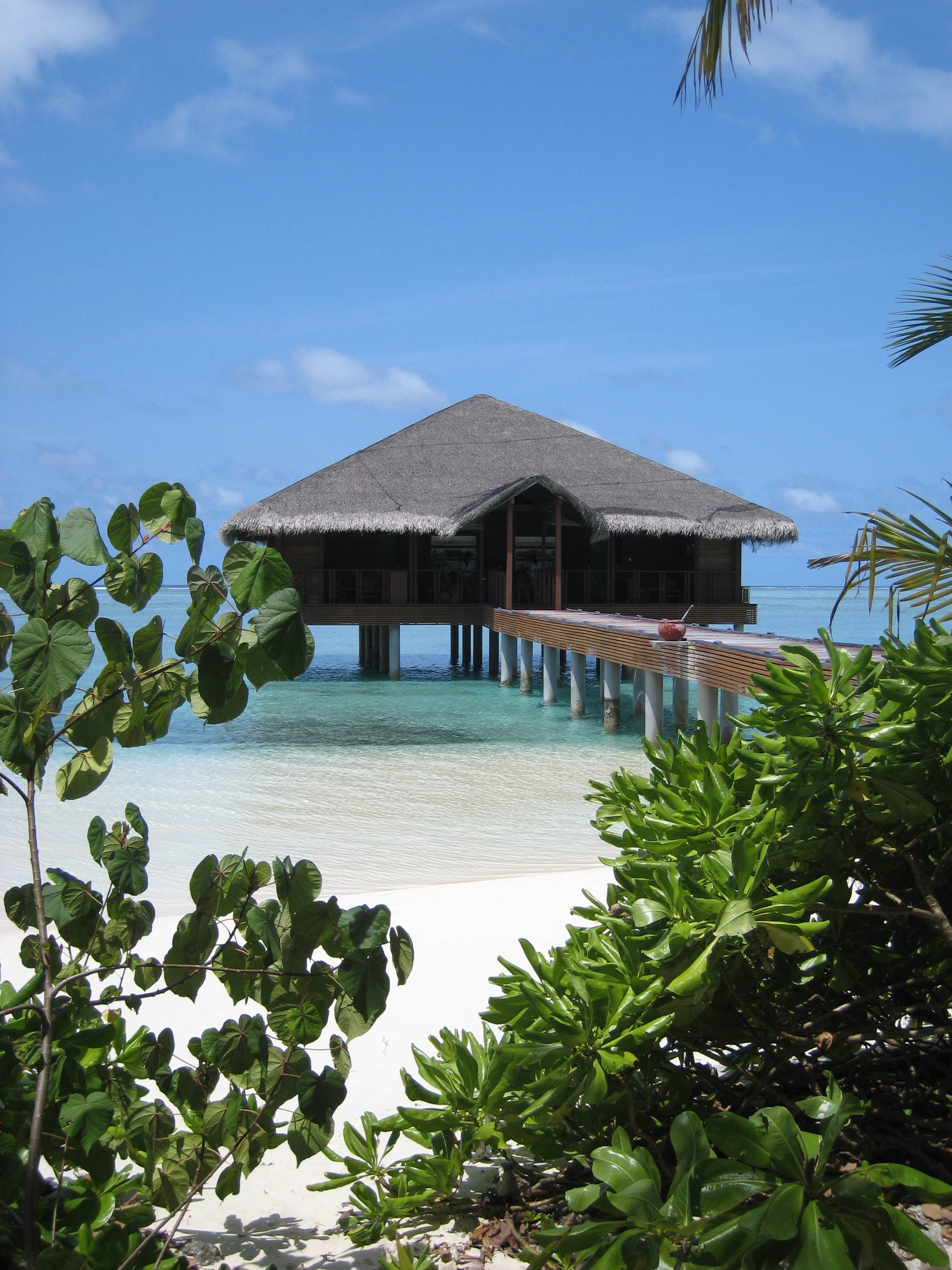
Maison sur pilotis (atoll Mulaku, Medhufushi Island resort, Maldives).
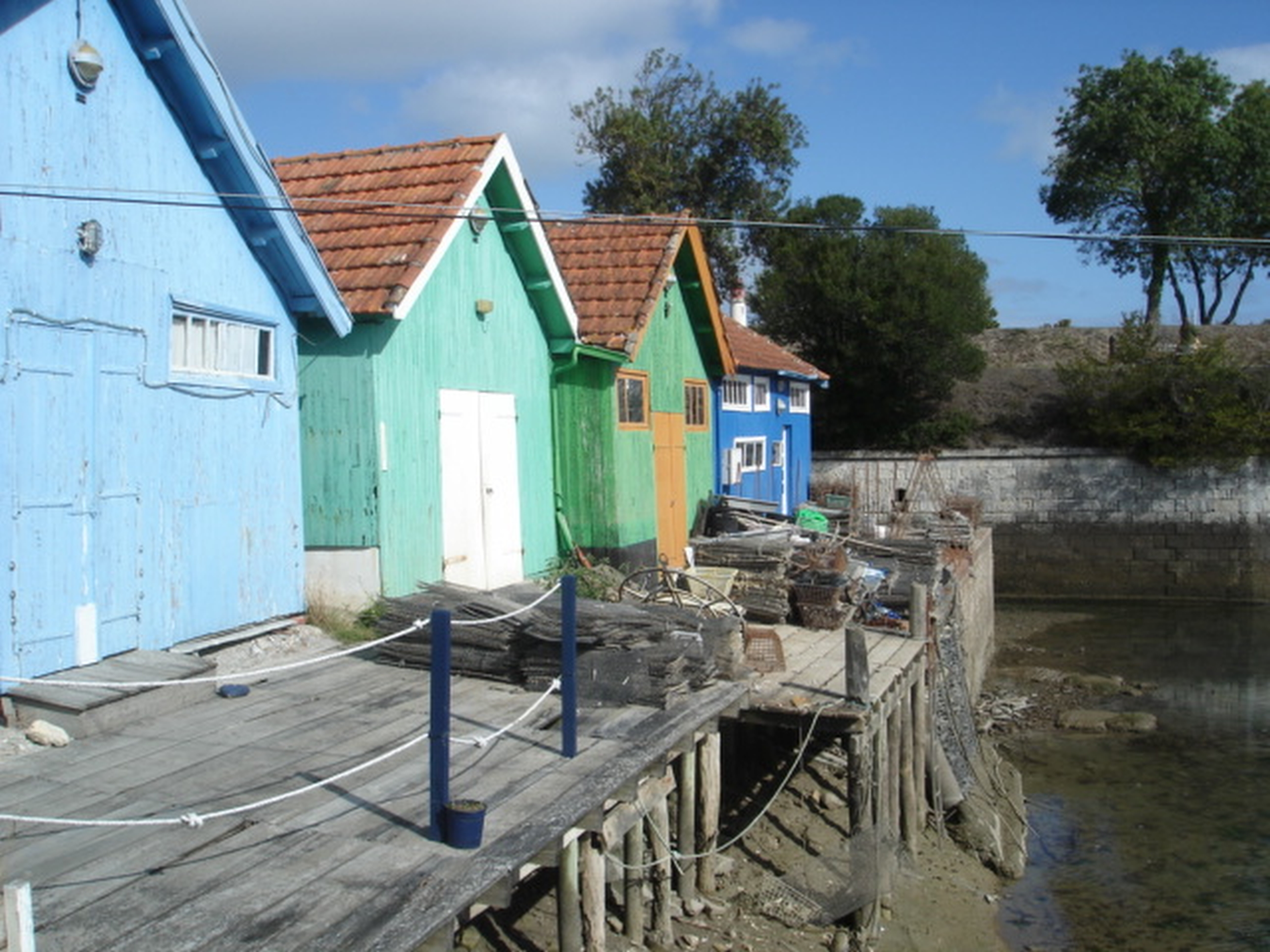
Cabanes d'ostréiculteurs au Château d'Oléron.
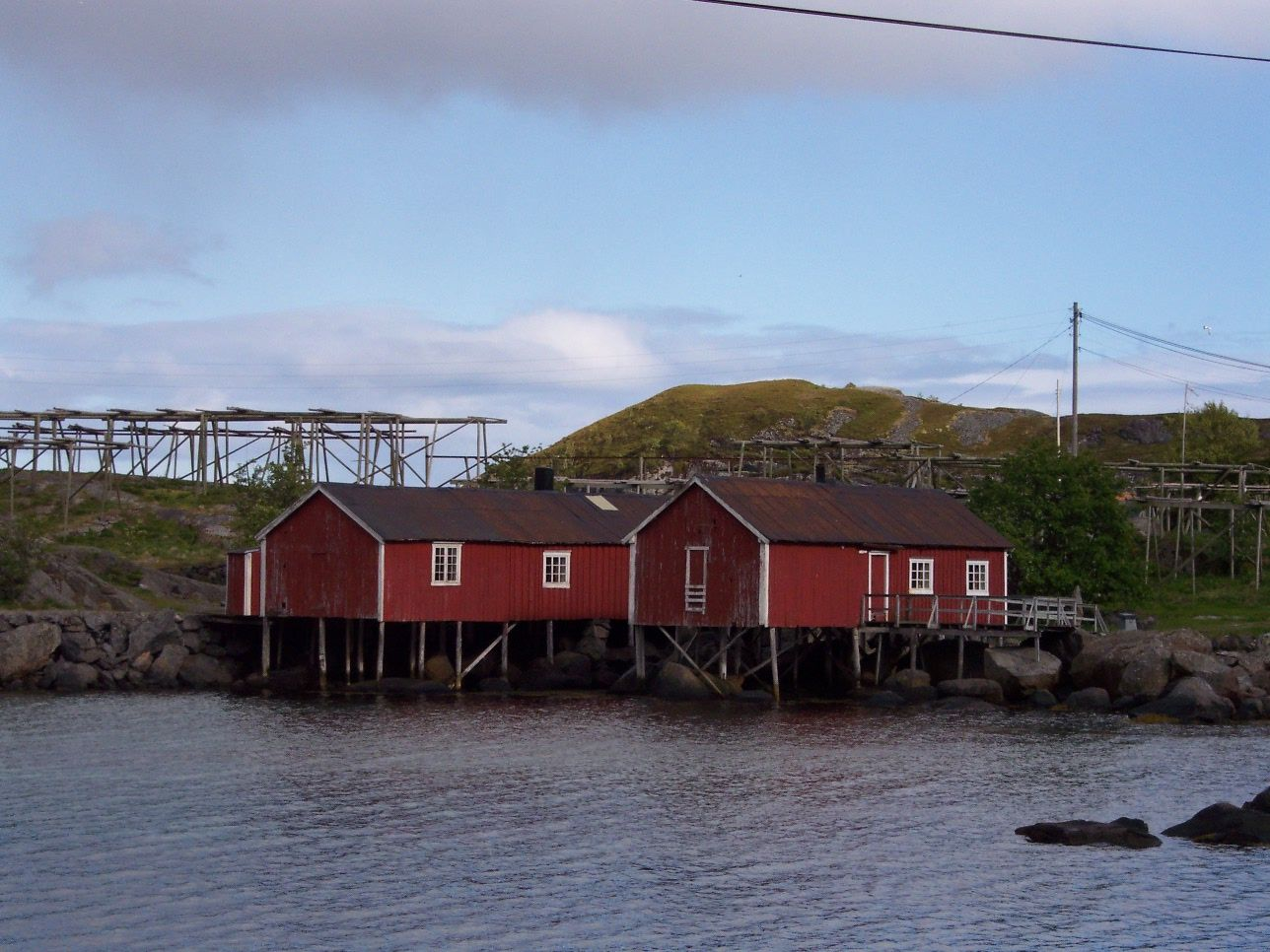
Rorbu (Norvège).
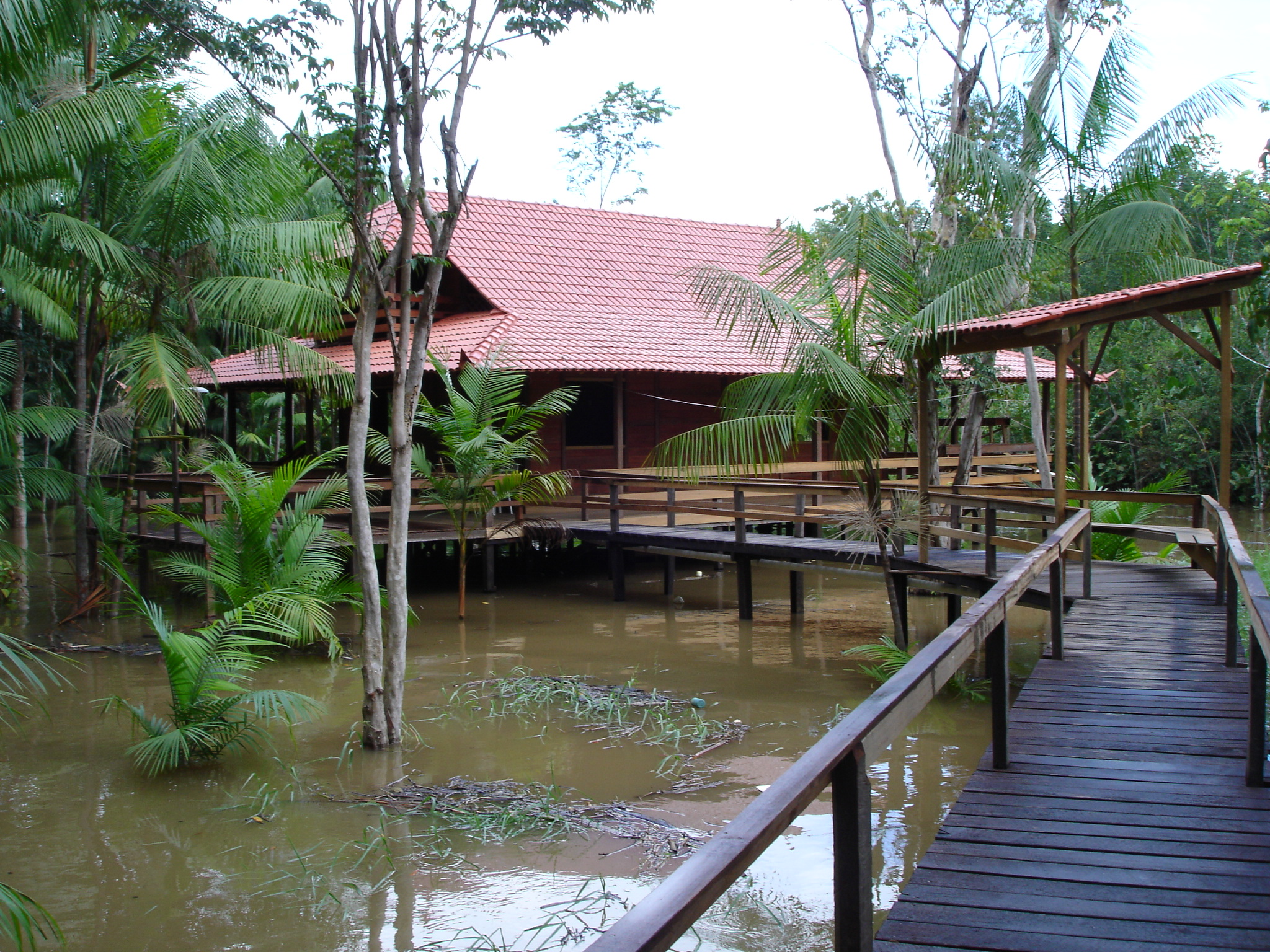
Maison sur pilotis au Brésil.
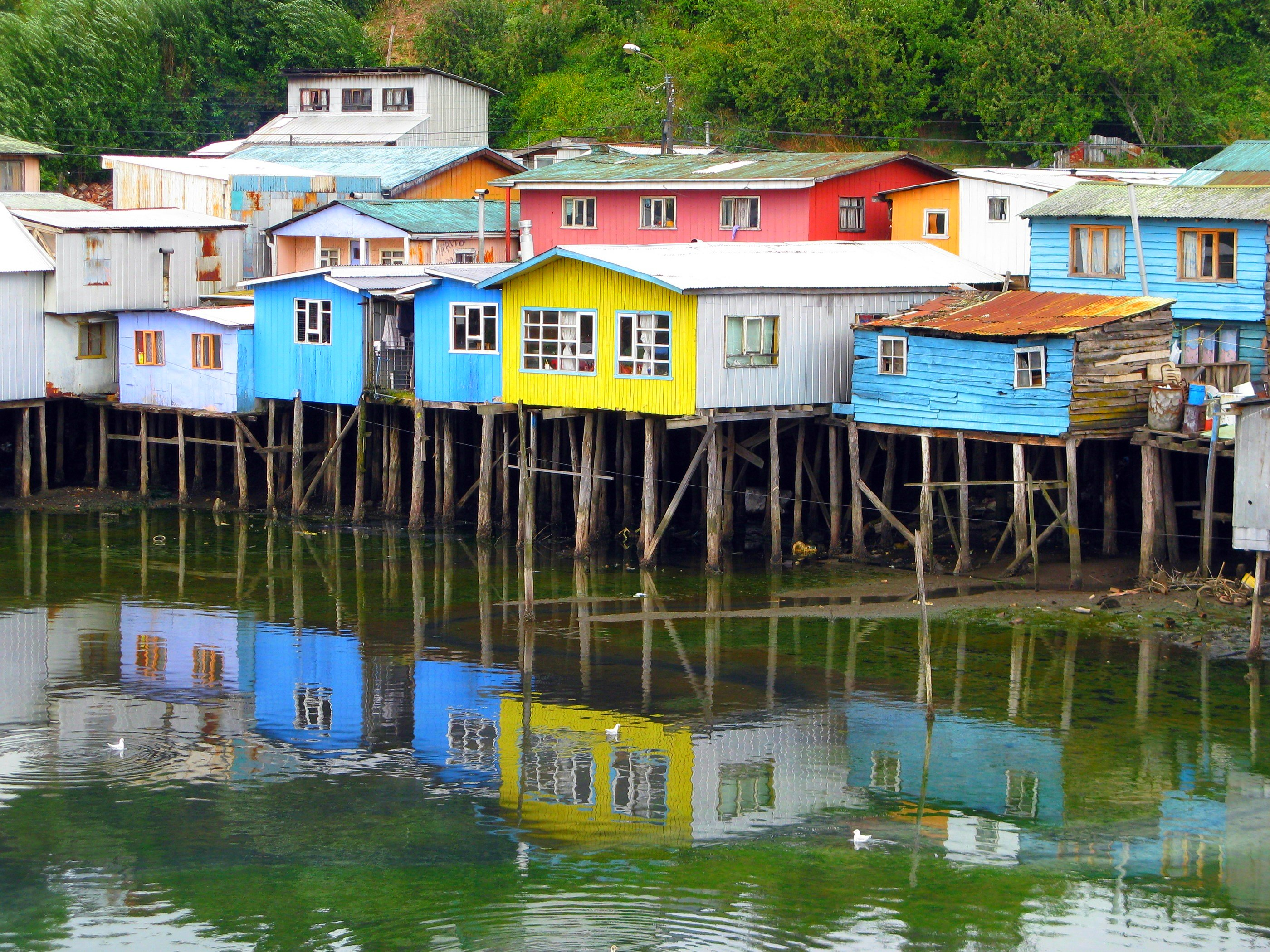
Palafittes à Castro Île de Chiloé.
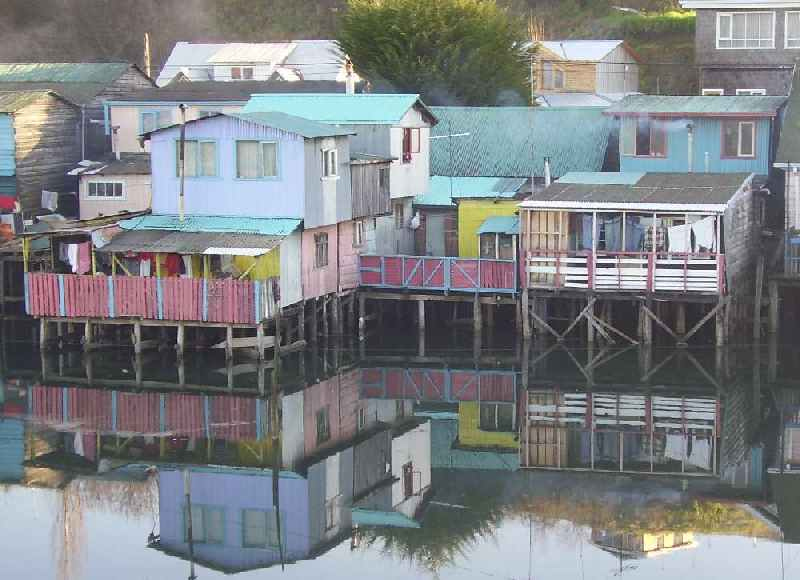
Maisons sur pilotis à Castro (Chiloé, Chili).
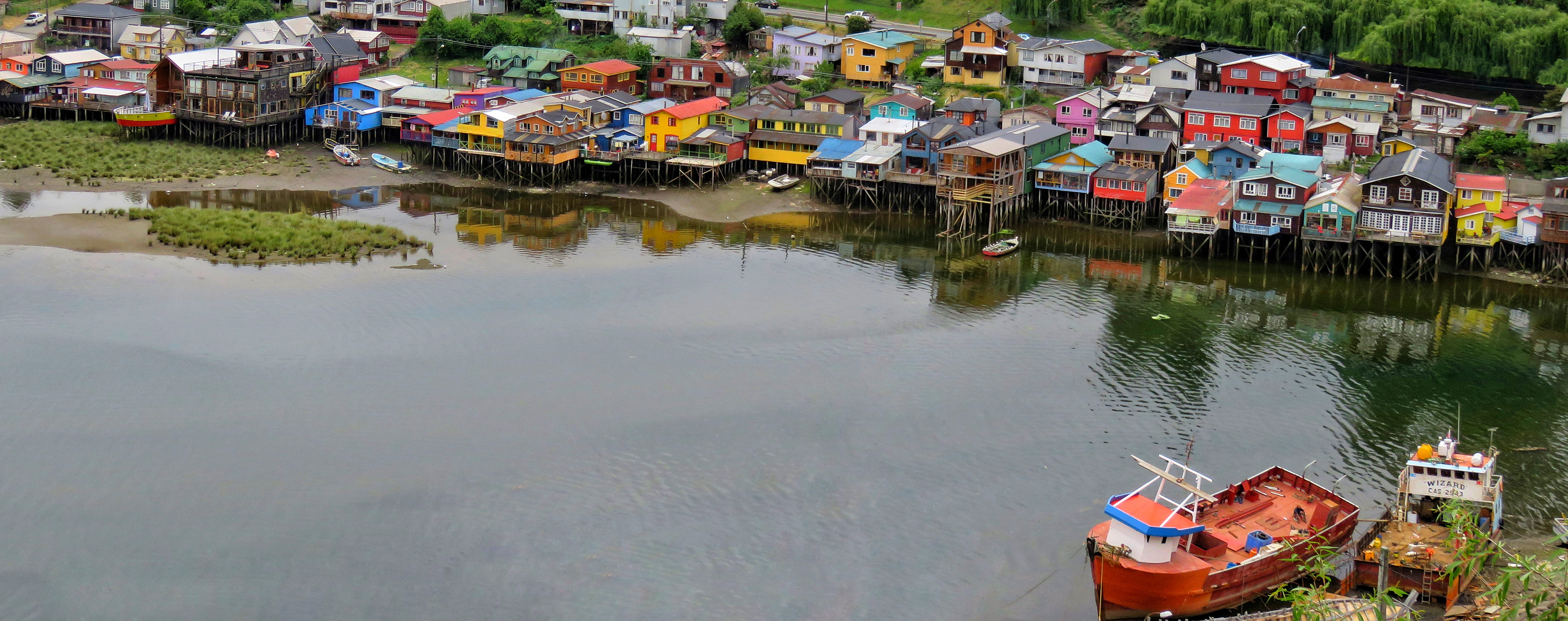
Maisons colorées sur pilotis de la ville de Castro.
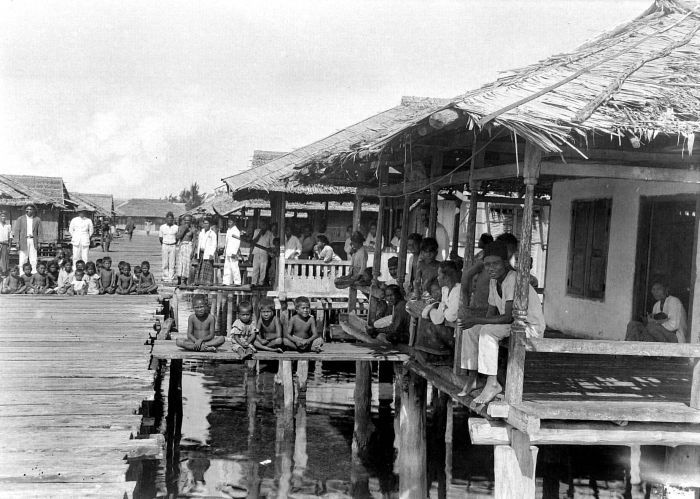
Bajau des Moluques vers 1925.

#### Techniques
- Dégrad, Catway, Appontement, Estacade
- Pont, Passerelle
- Kelong (en), Rorbu, Crannog, Terramare, Cabane tchanquée
- Cité lacustre

#### Ethnies
- Nomades de la mer : Bajau, Moken, Orang Laut, Urak Lawoi', etc.
- Agnous (Venezuela)